# Liste der genuesischen Herrscher von Ainos
Die thrakische Stadt Ainos war von 1376 bis 1456 eine Genueser Kolonie. Die Herren von Ainos entstammten der genuesischen Patrizierfamilie Gattilusio. Mit der Besetzung von Ainos und den dazugehörenden Inseln Samothrake und Ímbros durch den osmanischen Sultan Mehmed II. im Jahr 1456 endete die Herrschaft der Gattilusio über Ainos.
1. Niccolo I. Gattilusio (1376 – 1409)
2. Palamede Gattilusio (1409 – 1455)
3. Dorino II. Gattilusio (1455 – 1456)